# Malý Fürstenberský palác
Malý Fürstenberský palác (též Černínský dům) je svými rozměry menší stavba v pozdně barokní podobě v ulici Valdštejnská č.o.12 v Praze na Malé Straně (č.p. 155 a 156/III). Palác vznikl sloučením starších staveb pod Kolovratskou zahradou a je připojen k zadnímu traktu Kolovratského paláce. Oba paláce jsou součástí sídla Senátu Parlamentu České republiky, které je národní kulturní památkou. Samotný palác je památkově chráněn od roku 1964.

## Stavba
Palác sousedí s Kolovratským palácem, se kterým sdílí zahradu. Objekt s velmi složitým půdorysem vznikl v roce 1770 přestavbou dvou renesančních domů, doložených v 16. století. V roce 1769 je spolu se zahradou koupila Marie Barbora Černínová z Chudenic (1725–1789) a započala se sérií jejich přestaveb, při které byl nově vzniklý palác připojen k sousednímu Kolovratskému paláci. Po koupi budovy čp. 154 došlo k stavebnímu sjednocení obou budov. Někdy se uvádí tato přestavba až o něco později ve spojitosti s přestavbou sousedního Kolovratského paláce podle projektu Ignáce J. N. Palliardiho. K paláci se připojuje zajímavá rokoková terasovitá zahrada se schodištěm a balustrádami, jež nahoře ústí do trojdílné sala terreny. Tato Malá Fürstenberská zahrada, která vznikla nejpozději do smrti hraběnky v roce 1789, je součástí komplexu zahrad pod Pražským hradem.
Koncem 18. století synovec hraběnky Černínové Jan Arnošt hrabě Schaffgotsch nechal oba paláce stavebně oddělit. V roce 1801 koupil dům František Wimmer, roku 1866 objekt získal Maxmilián Egon I. kníže z Fürstenberka. Fürstenberkové budovu vlastnili do roku 1945, kdy jim ji konfiskoval československý stát.

## Po roce 1918
V Malém Fürstenberském a přilehlém Kolovratském paláci v době první republiky sídlilo předsednictvo ministerské rady, po roce 1945 ministerstvo informací a osvěty, později ministerstvo kultury. V roce 2003 byla zahájena celková rekonstrukce Kolovratského paláce a Malého Fürstenberského paláce, která byla dokončena v roce 2006. V rámci ní byly oba paláce opět stavebně propojeny.

## Fotogalerie

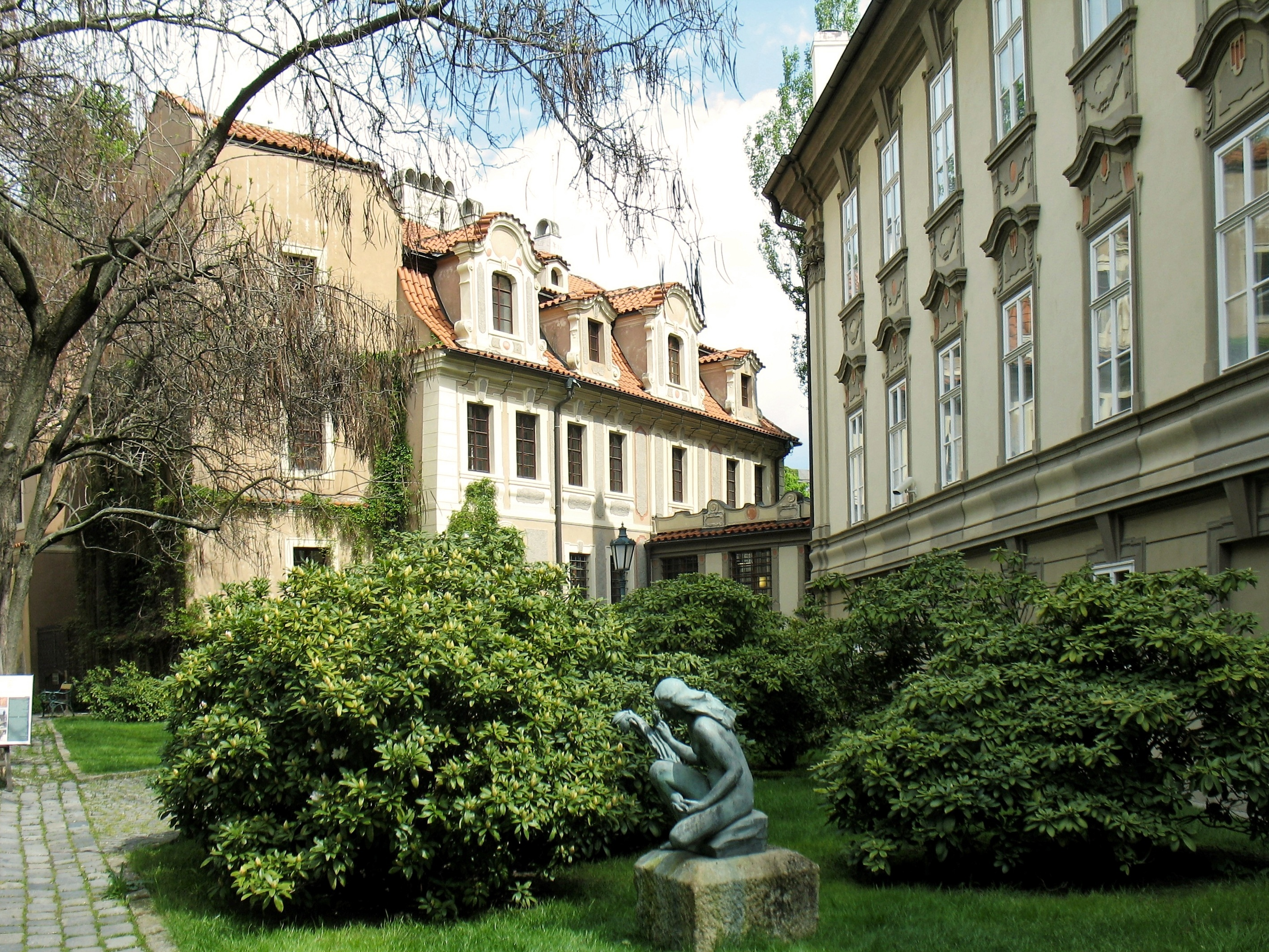
Malý Fürstenberský palác, vpravo Kolovratský palác
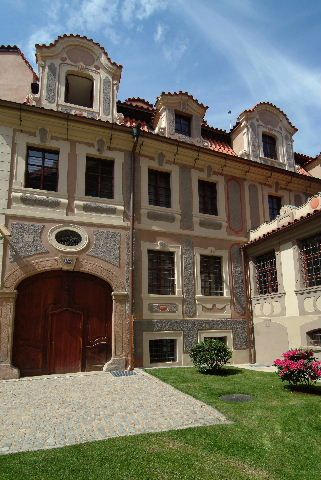
Malý Fürstenberský palác, hlavní vchod
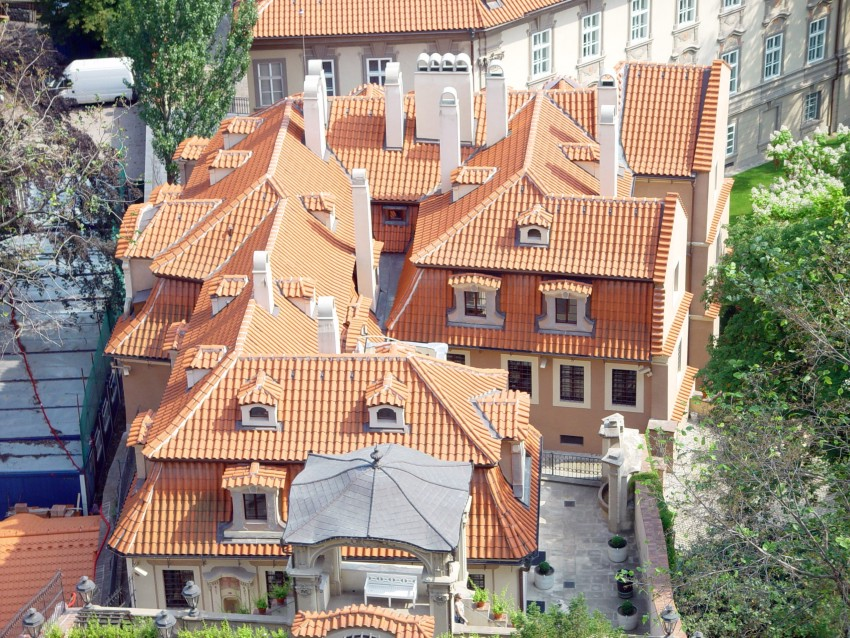
Pohled shora ze zahrad pod Pražským hradem
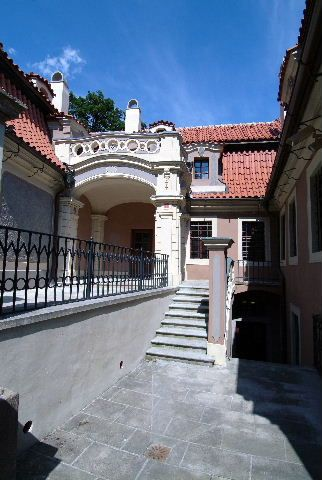
Malý Fürstenberský palác, archív Kanceláře Senátu
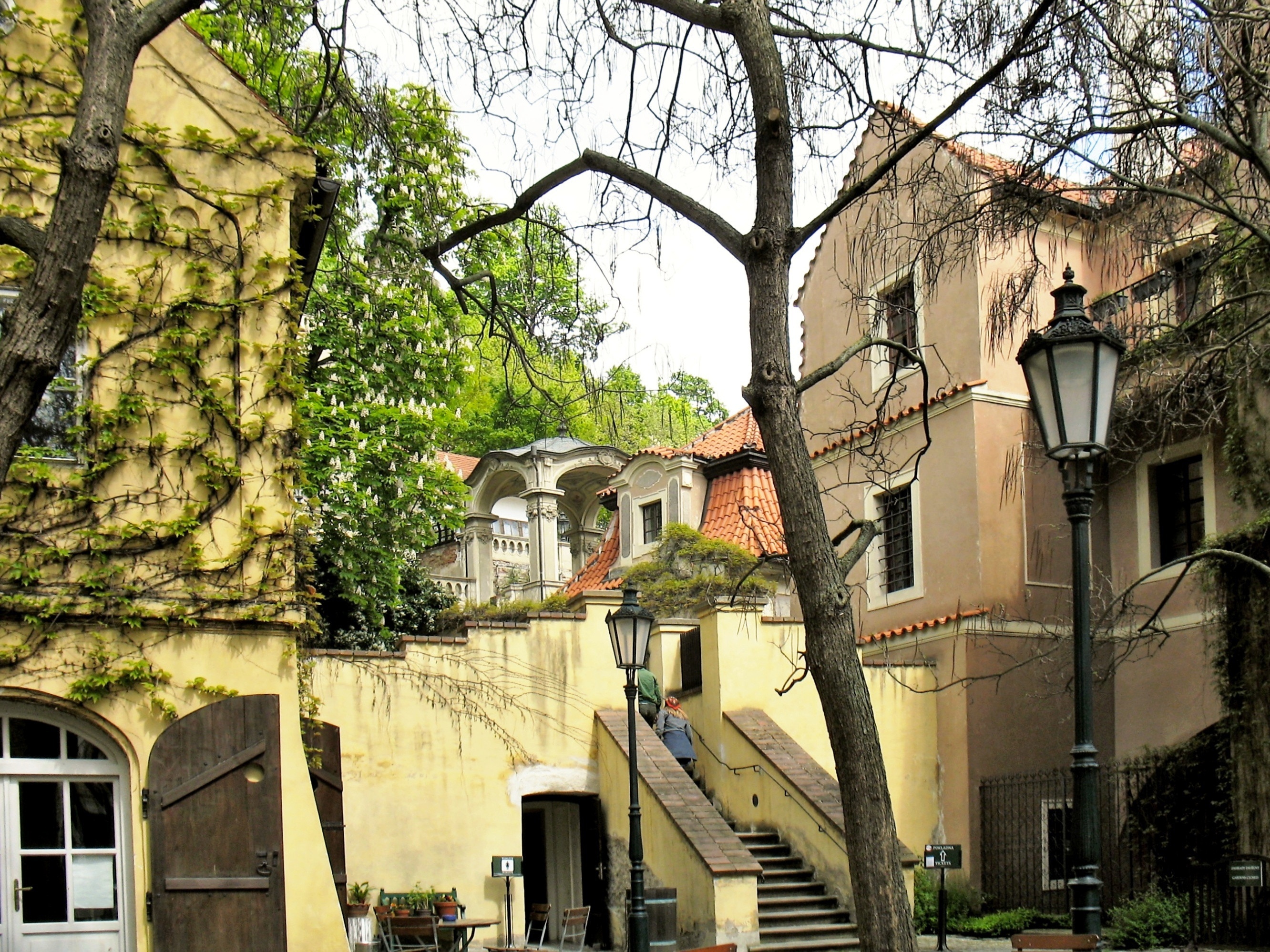
Přístup do zahrad podél západní strany paláce